# Emile Joseph Legal

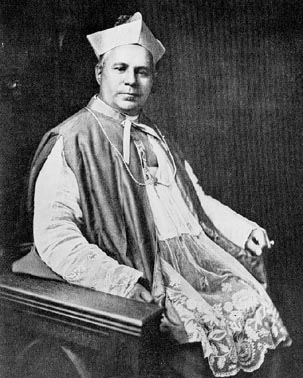
Emile Joseph Legal

Emile Joseph Legal OMI (* 9. Oktober 1849 in Saint-Jean-de-Boiseau, Département Loire-Atlantique, Frankreich; † 10. März 1920 in Edmonton, Alberta, Kanada) war ein frankokanadischer römisch-katholischer Geistlicher und erster Erzbischof von Edmonton.

## Leben
Legal empfing das Sakrament der Priesterweihe für das Bistum Nantes. Nach seiner Emigration nach Lachine, heute ein Arrondissement von Montreal, wurde er Mitglied der Ordensgemeinschaft der Oblaten der Unbefleckten Jungfrau Maria.
Am 29. März 1897 wurde er zum Koadjutorbischof von Saint-Albert und Titularbischof von Pogla ernannt. Die Bischofsweihe spendete ihm am 17. Juni desselben Jahres der Bischof von Saint-Albert, Vital-Justin Grandin. Mitkonsekratoren waren Pierre-Paul Durieu, Bischof von New Westminster und Isidore Clut, emeritierter Weihbischof in Athabaska Mackenzie.
Am 3. Juni 1902 wurde er nach dem Tod von Vital-Justin Grandin Bischof von Saint-Albert, ehe er am 30. November 1912 mit der Erhebung des Bistums zum Erzbistum Edmonton durch Papst Pius X. zu dessen erstem Erzbischof wurde. Legal starb am 10. März 1920 im Alter von 70 Jahren in seiner Bischofsstadt.